# Moulin à vent de l'Hôpital-Général-de-Québec

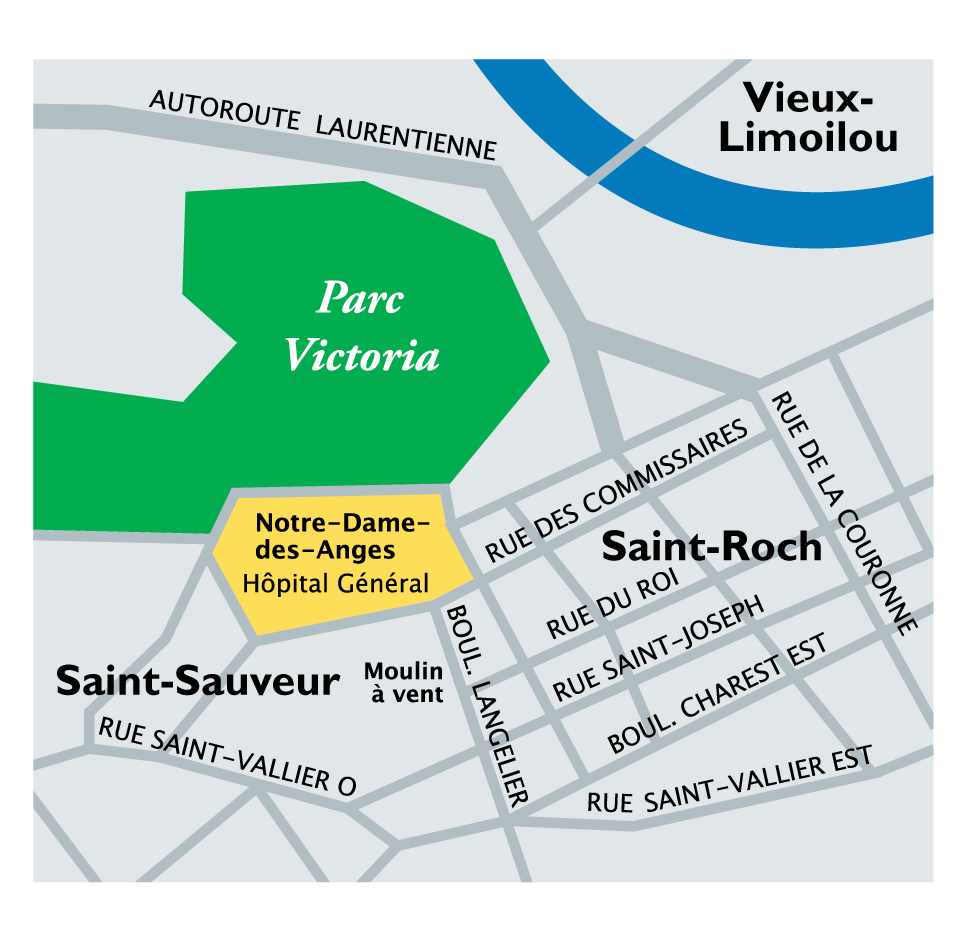
Localisation du moulin

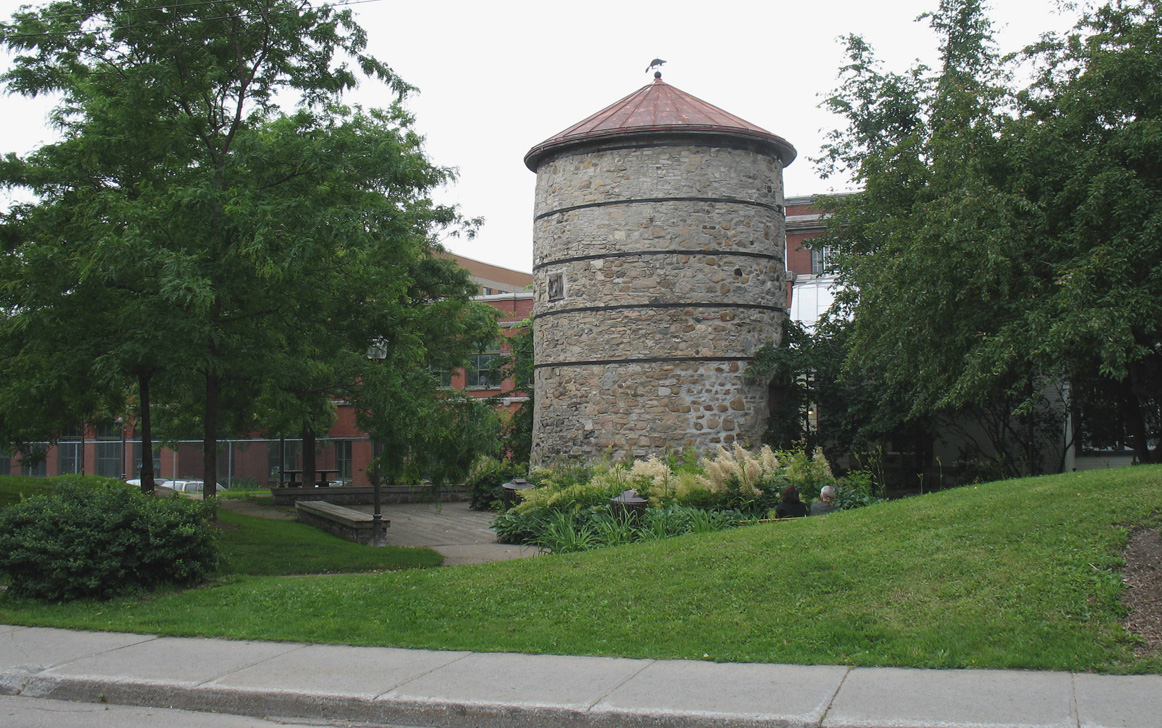
Parc du Moulin-de-l'Hôpital en 2009

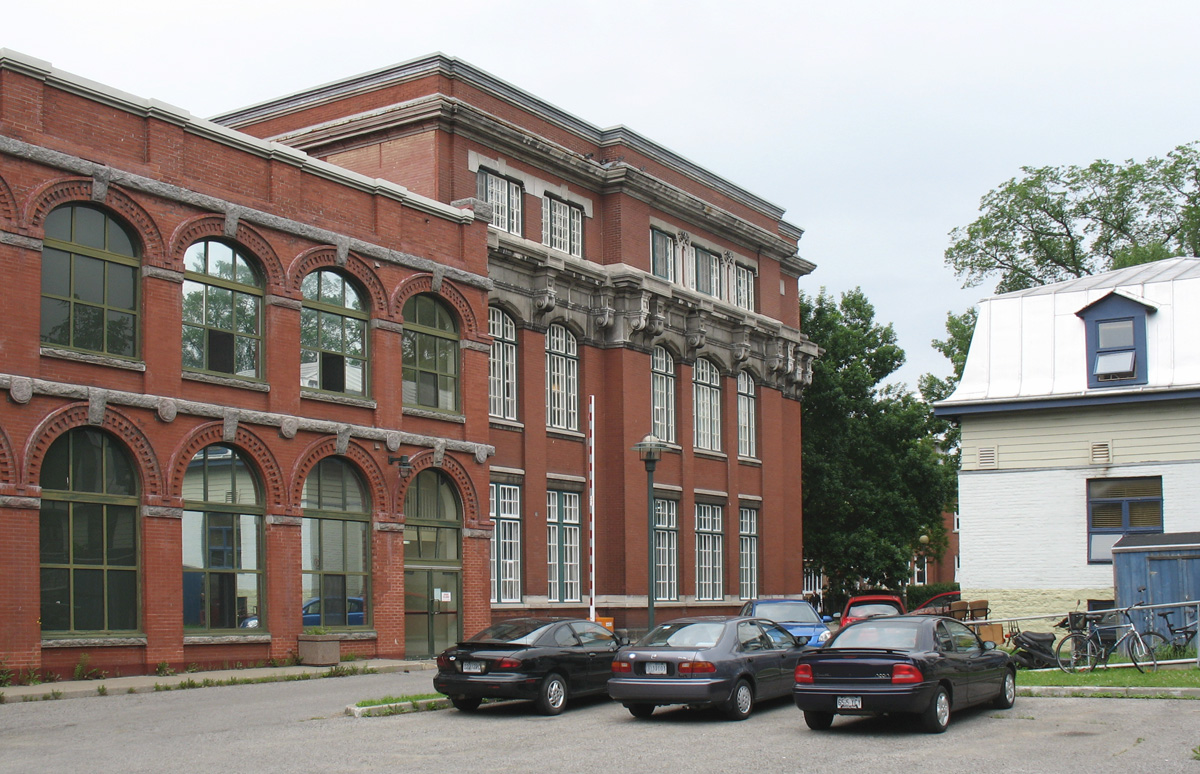
Centre Alyne-Lebel, voisin du moulin

Le Moulin à vent de l'Hôpital-Général-de-Québec est un ancien moulin à vent situé à Québec dans la Basse-ville sur le boulevard Langelier, à la limite du quartier Saint-Sauveur et du quartier Saint-Roch, proche de la municipalité de paroisse Notre-Dame-des-Anges qui renferme l'Hôpital général de Québec. Sa première construction remonte à 1731. Le moulin a été reconnu bien archéologique du Québec en 1988. Son terrain est maintenant aménagé en un parc public nommé parc du Petit Moulin. Parc réaménagé en septembre 2019 et 
dorénavant, il porte le nom de Parc du Moulin-de-l'hôpital, tel qu'indiqué par la nouvelle pancarte de la Ville. Des travaux de restauration ont été effectués en 2013. Il compte parmi les 18 derniers moulins à vent du Québec dont le seul de la ville de Québec.
À côté du moulin se trouve l’ancienne école technique de Québec construite en 1909 et conçue par l’architecte René Pamphile Lemay. Ce bel édifice en brique, rebaptisé Centre Alyne-LeBel, abrite maintenant des organismes culturels et communautaires.

## Identification
- Nom du bâtiment : Moulin à vent de l'Hôpital-Général-de-Québec
- Adresse civique : 350, boulevard Langelier (Le moulin est situé à l'extérieur de Hôpital général de Québec)
- Municipalité : Québec
- Propriété : Ville de Québec

## Construction
- Date de construction : 1731[3]
- Nom du propriétaire initial : Hospitalières de Saint-Joseph

## Chronologie
(août 2011).
- Évolution du bâtiment :
  - 1731 : Construction du moulin par le maçon Jean Maillou au coût de 3 313 livres, 14 sols et 4 deniers[4]. Construit sur les fondations d'un moulin de bois construit en 1710 par le même Jean Maillou
  - Entre 1822 et 1842 : Le moulin cesse de moudre.
  - 1866 : Restauration du moulin
  - Années 1960-1970 : Projet de démolition pour permettre l’agrandissement de l’École technique de Québec. Échappant aux pics démolisseurs, le moulin est plutôt enclavé dans un bâtiment servant d'entrepôt, et seule sa partie supérieure émergeait[5].
  - 1976 : Démolition de l'immeuble qui enserre la tour du moulin
- Propriétaires :
  - 1731-1903 : Religieuses de l’Hôpital Général de Québec
  - 1883, 19 mars : terrain concédé (sauf le moulin) avec une rente seigneuriale non rachetable
  - 1903, 30 juin : le terrain et le moulin sont acquis par Auguste Pion
  - 1906 : la veuve d'Auguste Pion devient propriétaire du terrain et du moulin
  - 1926 : Adélard Deslauriers, nouveau propriétaire. Il éteint la rente seigneuriale en 1943.
  - 1943 : Gouvernement du Québec
  - ... : Ville de Québec
- Meuniers :
  - 1760 : Louis Nadeau, maître farinier du faubourg Saint-Vallier
- Transformations majeures :
  - 1805, 5 juillet : incendie, toit réparé
  - 1862, 10 juin : un grave incendie détruit le moulin
  - 1976 : nouvelle toiture, terrain aménagé en parc

Le moulin à vent de l'Hôpital-Général-de-Québec a été reconnu bien archéologique le 27 janvier 1988.

## Architecture
- Tour en maçonnerie, pierres de Beauport
- Type de moulin : Moulin tour

## Mise en valeur
- Constat de mise en valeur : Aménagement d'un parc public, installation d'une plaque commémorative sur une pierre. Le moulin est le point de départ d'un itinéraire Histoire et patrimoine (2005) dans le quartier Saint-Sauveur.
- Site d'origine : Oui
- Constat sommaire d'intégrité : Seule la tour de pierre est d'origine. Les mécanismes n'existent plus depuis au moins 1862. La toiture date de 1976.
- Responsable : La Ville de Québec